# پرتره بانوی جوان (کریستوس)

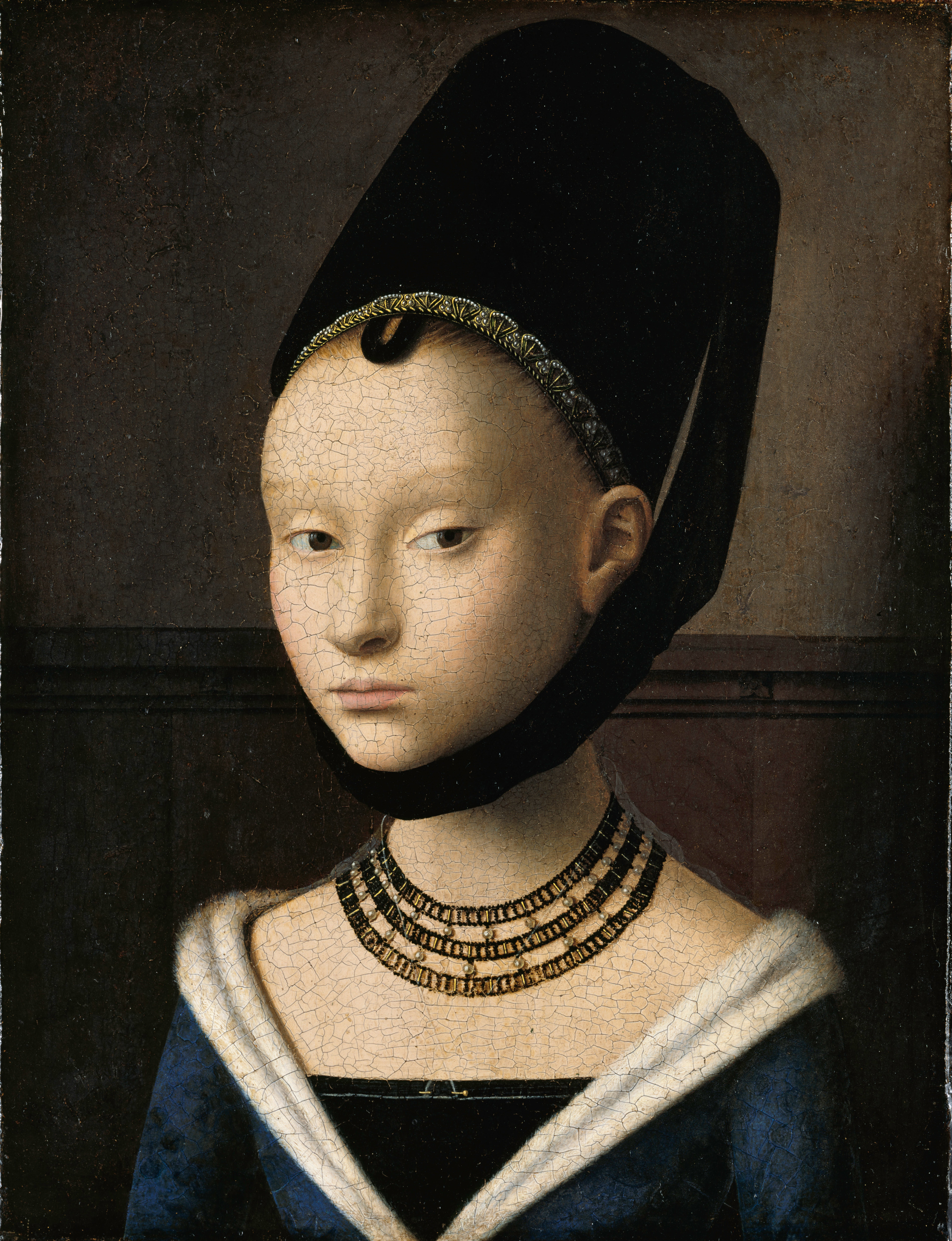
پتروس کریستوس، پرتره بانوی جوان, ۷۰–۱۴۶۵ میلادی، ۲۹ در ۲۲٫۵ سانتی‌متر، گمالده‌گالری، برلین.

پرتره بانوی جوان (انگلیسی: Portrait of a Young Girl) یک تابلوی کوچک رنگ روغن بر روی چوب است که توسط نقاش پیشگام هلندی پتروس کریستوس کشیده شده‌است. این نقاشی در دوره منتهی به مرگ نقاش و بین سال‌های ۱۴۶۵ تا ۱۴۷۰ خلق شده‌است و در گمالده‌گالری برلین نگهداری می‌شود. این نقاشی تأثیر شگرفی در سبک نقاشان پرتره معاصر کریستوس داشته‌است. دختر در محیطی مطبوع، سه‌بعدی و واقع‌بینانه قرار گرفته‌است  و با حالتی پیچیده که باهوش و هوشیار به‌نظر می‌آید اما بیان نمی‌شود، به بیننده خیره شده‌است.
این نقاشی یکی از نفیس‌ترین پرتره‌های دوره رنسانس شمالی است. جوئل آپتون، مورخ هنر، این دختر را شبیه به «مرواریدی جلاخورده و تقریباً شیری‌رنگ بر روی کوسنی از مخمل سیاه» توصیف کرده‌است. این نقاشی به سبک آثار یان وان آیک و روخیر فان در ویدن خلق شده و بر آثار چند دهه پس از خود تأثیرگذار بوده‌است. جذابیت این تابلو تا حدی در خیرگی نگاه دسیسه‌گر دختر است که با اندکی انحراف در چشمانش برجسته می‌شود، در حالی که ابروها کمرنگ و اریب هستند.